# Lossjatyn (Kremenez)
Lossjatyn (ukrainisch Лосятин; russisch Лосятин Lossjatin, polnisch Łosiatyn) ist ein Dorf im Norden der ukrainischen Oblast Ternopil mit etwa 1500 Einwohnern (2001).
Das erstmals 1545 schriftlich erwähnte Dorf liegt am linken Ufer der Ikwa, einem 155 km langen, rechten Nebenfluss des Styr, 26 km südwestlich vom Rajonzentrum Kremenez und 57 km nördlich vom Oblastzentrum Ternopil. Durch das Dorf verläuft Territorialstraße T–20–13.

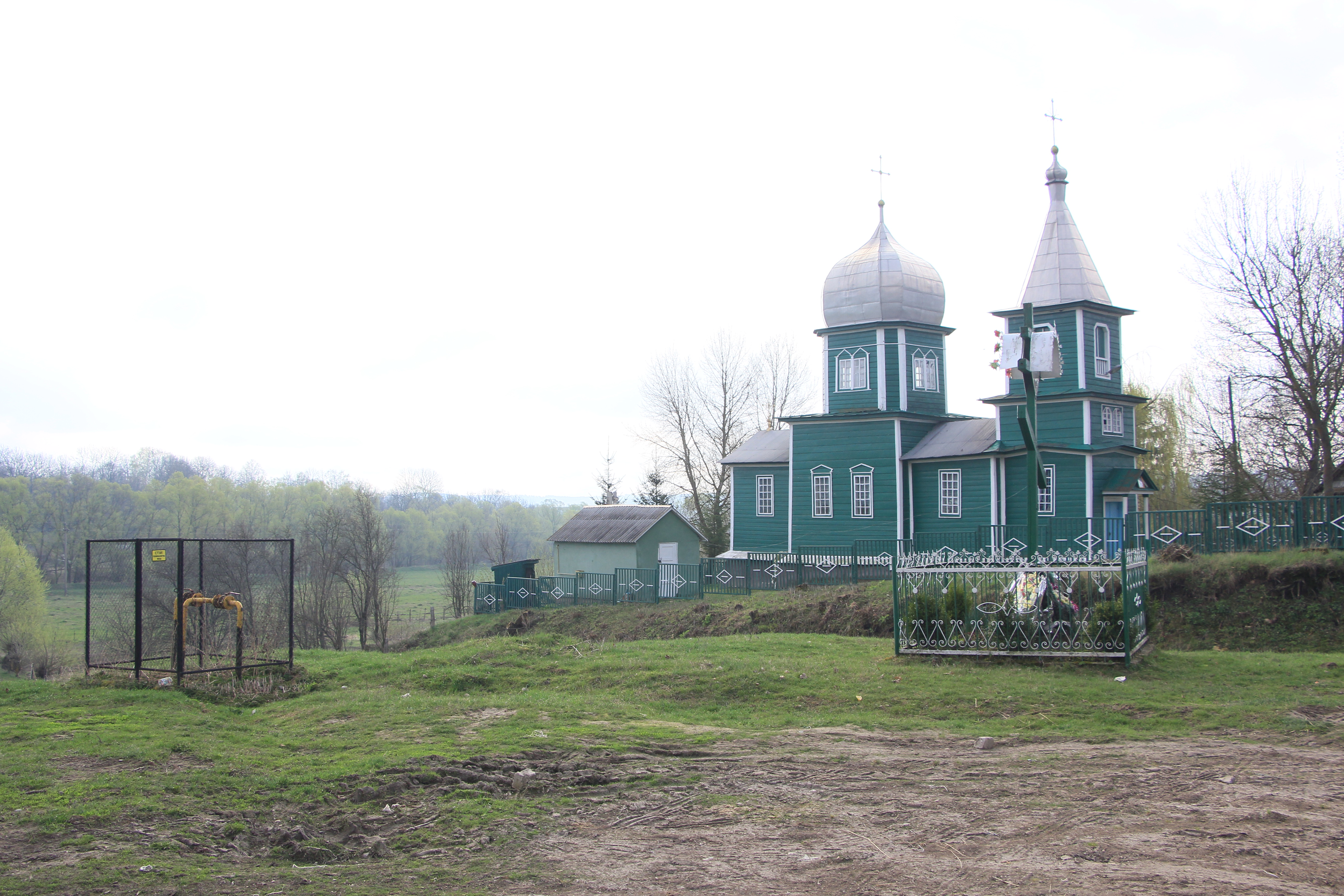
Kirche im der Gemeinde zugehörigen Dorf Borschtschiwka

Am 12. Juni 2020 wurde das Dorf ein Teil der Stadtgemeinde Potschajiw im Rajon Kremenez; bis dahin bildete es zusammen mit dem östlich liegenden Dorf Borschtschiwka (Борщівка) die Landratsgemeinde Lossjatyn (Лосятинська сільська рада/Lossjatynska silska rada) im Westen des Rajons Kremenez.

## Söhne und Töchter der Ortschaft
- Jakiw (Pantschuk) (ukrainisch Яків (Панчук); 1931–2004), Bischof der Ukrainisch-Orthodoxen Kirche des Kiewer Patriarchats
- Serafym (Salysnyzkyj) (ukrainisch Серафим (Зализницкий); * 1953), Bischof der Ukrainisch-Orthodoxen Kirche des Moskauer Patriarchats